# Jardín Botánico-Histórico La Concepción

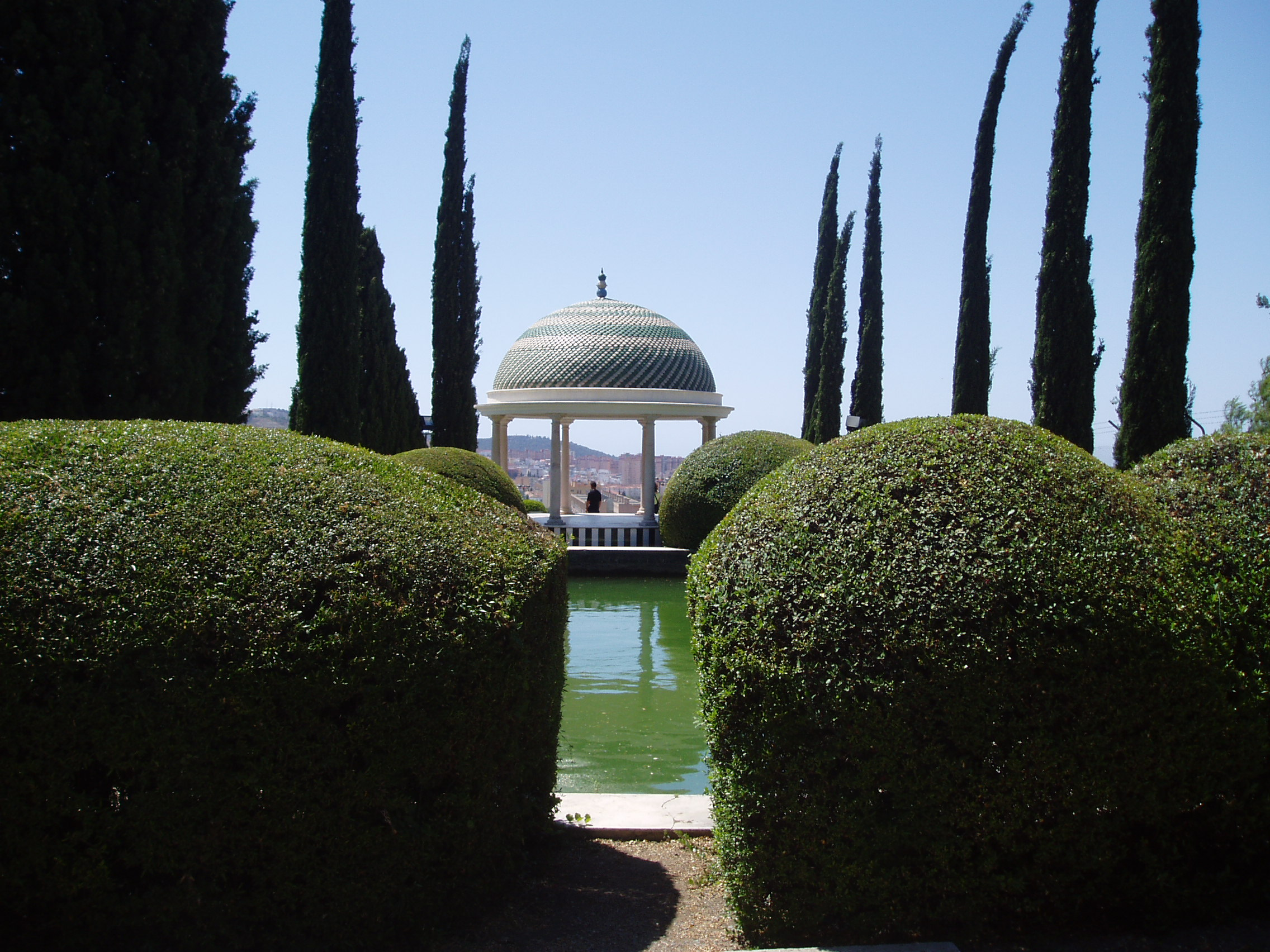
Jardín Botánico La Concepción

Der Jardín Botánico-Histórico La Concepción ist ein tropischer Garten in Málaga (Spanien).
Der Garten liegt an der nördlichen Stadtgrenze von Málaga, etwa fünf Kilometer von der Innenstadt entfernt.
Das Gelände wurde im Jahre 1855 vom Geschäftsmann Jorge Loring y Oyarzábal und seiner Frau Amalia Heredia Livermore erworben. Sie schufen darauf einen umfangreichen Garten mit palastähnlichen Gebäuden, Gewächshäusern, Pavillons, Brunnen und Wasserfällen.
Die botanische Vielfalt besteht aus rund zweitausend Arten tropischer, subtropischer und einheimischer Gewächse und über hundert verschiedenen Arten von Palmen, Bambus- und Wasserpflanzen.
Nach dem wirtschaftlichen Abstieg der Familie und dem Tod der Besitzer wurde das Areal 1911 von einem wohlhabenden Ehepaar aus Bilbao gekauft.
1943 wurde der die Anlage zum kunsthistorisch bedeutenden Garten (Bien de Interés Cultural) erklärt.
Im Frühjahr 1990 wurde der Garten von der Stadt Málaga für umgerechnet rund dreieinhalb Millionen Euro gekauft. Über vier Jahre wurden zahlreiche Umbauarbeiten durchgeführt, so zum Beispiel die Anlage von Themengärten rund um den historischen Garten: Palmen, Orchideen, fleischfressende Pflanzen, Kakteen, Sukkulenten und eine Sammlung von achtzig Bäumen der ganzen Welt.
Am 21. Juni 1994 wurde der Garten für die Öffentlichkeit geöffnet.

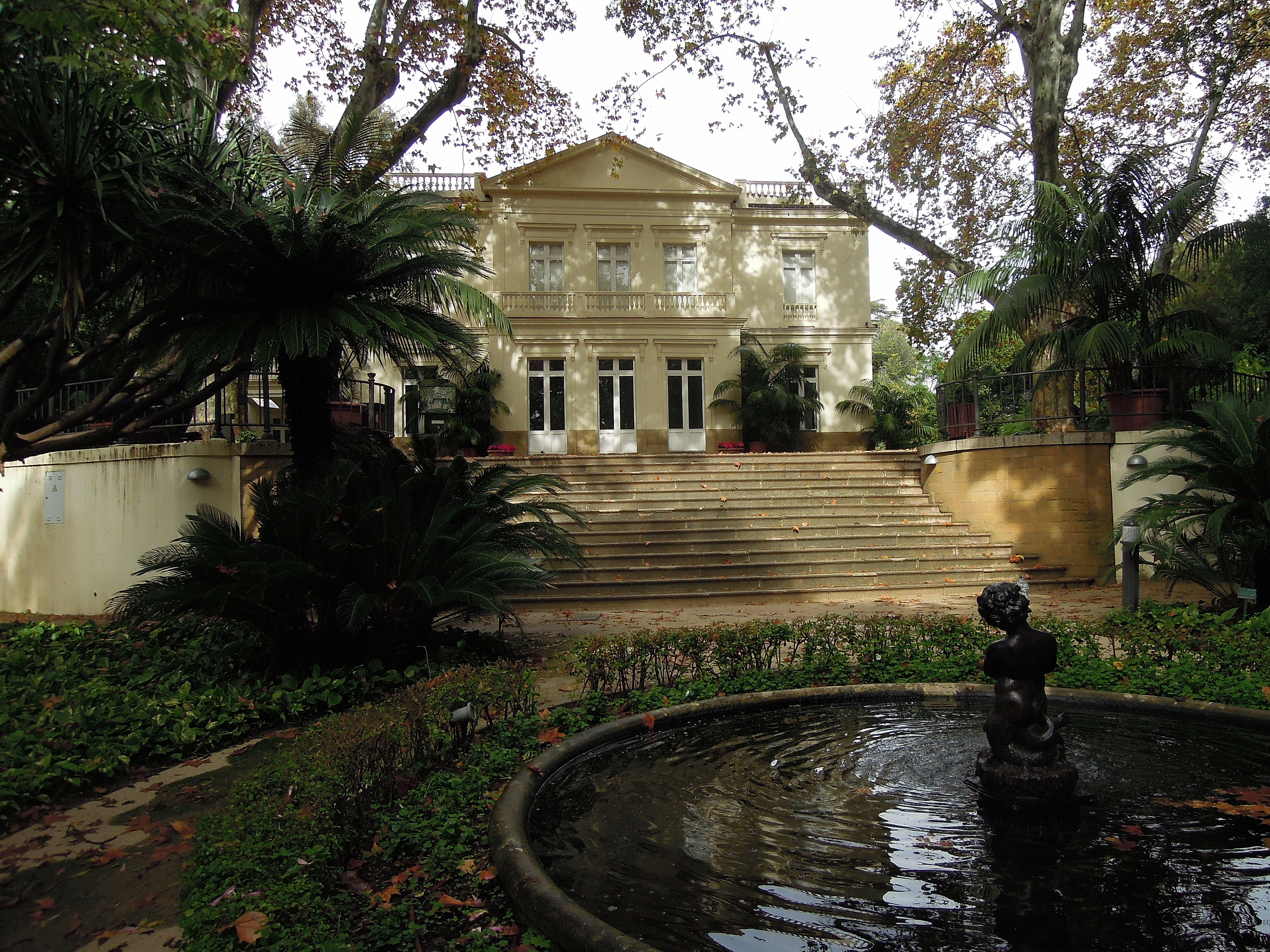
Casa Palacio

Im Inneren der Anlage befindet sich der Palast von La Concepción, die Casa Palacio. Das Gebäude wurde im Jahre 1857 von dem deutschen Architekten August Orth gebaut. Es ist eine Villa im neoklassizistischen Stil, erstreckt sich über zwei Etagen, verfügt über einen zentralen Innenhof und hat eine Gesamtfläche von 1.729 Quadratmetern.